# Muscle Car 2: American Spirit
Muscle Car 2: American Spirit es un videojuego de carreras desarrollado por 3Romans y publicado por Global Star Software para Microsoft Windows. Es la secuela de Muscle Car 76.

## Jugabilidad
Los jugadores compiten con 16 coches de finales de la década de 1970 en 32 circuitos diferentes. Los modos destacados incluyen carreras de rally, dejar atrás a los policías y un modo carrera. La esencia del juego está en el modo carrera, donde se compite por dinero en efectivo para comprar más autos y mejorar la conducción actual con mejores motores, ruedas o turbos nitrosos.

## Recepción
Jazzcat de Absolute Games escribió: "A pesar de las diferencias mencionadas en el comportamiento de los distintos coches, todos se sienten igual de mal en la carretera. El más mínimo error se castiga con un derrape o un vuelco completamente inverosímil; Para encontrarse instantáneamente en una zanja, solo necesita chocar con un automóvil que va en paralelo. ¿Es este realmente un juego de categoría “E”, es decir, “barato y para toda la familia”? Como en realidad, me imagino a amas de casa sudando de tensión, tratando de frenar sus “músculos” incontrolables y aprendiendo a turnarse como una joya... La IA es una locura, los cursos no son nada originales. Como resultado, después de acostumbrarse al temperamento de los "autos" locales, por así decirlo, el juego se convierte en una contemplación aburrida y monótona de paisajes discretos".
Ivan Sulic de IGN escribió: "Muscle Car 2 se ve horrible, suena peor y apenas se reproduce. He hecho de Hooters Road Trip el blanco de muchas bromas en la oficina durante el último mes, pero incluso ese esfuerzo era comprensible: tráfico, contracción, senos, la promesa de alitas de pollo... Pero esto, esto es desconcertante en su misteriosa incapacidad. hacer algo digno de detenerse, mencionarse o incluso sonreír. Muscle Car 2 es simplemente una pérdida de plástico, árboles y tiempo. El ruido que emite parece ahuyentar a los mapaches y zarigüeyas del vecindario, por lo que podría valer la pena pagar la entrada de veinte dólares si se toma únicamente como un nuevo medio de control de plagas".